# Syngnathoidea
Die Syngnathoidea sind eine Überfamilie der Fische aus der Ordnung der Seenadelartigen (Syngnathiformes). Die Überfamilie wird in zwei Familien untergliedert: die artenreichen Seenadeln (Syngnathidae) und die Geisterpfeifenfische (Solenostomidae), zu denen nur fünf Arten gehören. Arten der Syngnathoidea leben weltweit in tropischen, subtropischen und gemäßigten Meeren, vor allem küstennah in der Nähe des Meeresbodens, in Fels- und Korallenriffen und in Algen- und Seegraswiesen. Es gibt jedoch auch pelagische Arten und unter den Seenadeln auch Brackwasserbewohner und Süßwasserfische. Insgesamt gehören über 50 Gattungen und fast 300 Arten zu den Syngnathoidea, darunter als bekannteste die Seepferdchen (Hippocampus).

## Merkmale
Der Körper der Syngnathoidea ist mehr oder weniger langgestreckt. Bei allen Syngnathoidea sind Kopf und Körper durch einen Knochenplattenpanzer vollständig eingeschlossen und der Schwanz ist von ringförmigen Knochenplatten umgeben. Das Maul ist klein und zahnlos, die „Schnauze“ (Region zwischen Maulspitze und Augen) röhrenförmig, das Zungenbein ist kurz. Das Tränenbein (Lacrymale) ist groß. Das Metapterygoid, ein Flügelbeinknochen der Fische, und das Postcleithrum, ein Knochen im Schultergürtel, fehlen. Die Kiemenöffnungen sind zu kleinen Löchern reduziert, die dorsolateral (an den Seiten des Rückens gelegen) direkt hinter dem Kopf liegen. Die Kiemenfilamente sind zu größeren Lappen zusammengewachsen. Bei den Kiemendeckelknochen ist das Interoperculare vom reduzierten Suboperculare deutlich getrennt. Die Hinterschläfenknochen (Posttemporale) sind mit dem Cranium verschmolzen, die drei vorn liegenden Wirbel sind verlängert. 
Alle Syngnathoidea besitzen ein bis drei Branchiostegalstrahlen, die den Kiemenraum zur Bauchseite hin schützen und verlängert sind. Eine Seitenlinie fehlt.

## Fortpflanzung
Alle Syngnathoidea betreiben Brutpflege, bei den Geisterpfeifenfischen tragen die Weibchen die Eier in den zu einer Tasche geformten großen Bauchflossen mit sich herum, bei den Seenadeln übernehmen die Männchen die Eier vom Weibchen, um sie an der schwammartig veränderten Bauch- oder Schwanzunterseite zu tragen. Bei den Seepferdchen haben die Männchen eine Bruttasche, in die das Weibchen die Eier legt.

## Familien
- Familie Geisterpfeifenfische (Solenostomidae)
- Familie Seenadeln (Syngnathidae)